# Nikolai Txebotariov
Nikolai Grigórievitx Txebotariov va ser un matemàtic soviètic.
Fill d'un agent judicial, va decidir ben jove dedicar-se a les matemàtiques. Malgrat els seus problemes de salut (va haver de fer algunes estances a Itàlia per guarir una pneumònia) va acabar els estudis secundaris el 1912 a Kíev, a on havia estat traslladat el seu pare. Immediatament va començar els estudis universitaris de matemàtiques a la universitat de Kíiv, on va tenir de professor Dmitri Grave. El 1915, degut a la Primera Guerra Mundial, la universitat de Kíiv es va traslladar a Saràtov, on ell es va graduar el 1916 i va romandre fins al retorn de la universitat a Kíev el 1918. Durant aquest període sobrevivia donant classes a escoles i a particulars.
El 1921 es va traslladar a Odessa on vivien els seus pares que el necessitaven. Treballava com administratiu al Departament d'Educació Pública d'Odessa amb un salari molt baix, però no va deixar de fer recerca matemàtica i el 1923 es van publicar dos articles seus al butlletí de l'Acadèmia de Ciències de Rússia en els quals demostrava l'avui conegut com a teorema de densitat de Txebotariov, provant així una conjectura que havia establert Frobenius uns quants anys abans.
El 1924 li van oferir una plaça docent a la universitat de Moscou, però era per reemplaçat Dmitri Iegórov qui havia estat desposseït del lloc per motius polítics. Això el va fer sentir molt incòmode i va renunciar a la plaça, tornant a Odessa. Finalment, el 1927 va rebre una invitació per incorporar-se a la Universitat de Kazan on va romandre la resta de la seva vida.
El 1931, la seva dona, Maria Smirnitskaïa, que era metgessa, va assistir Dmitri Iegórov en els seus últims dies després d'estar empresonat a la ciutat gairebé un any. Entre els dos van aconseguir que Iegórov fos enterrat, sense placa ni cerimònia, al principal cementiri de la ciutat i molt a la vora d'un altre eminent matemàtic: Nikolai Lobatxevski. Això no va tenir gaires bons efectes en la carrera acadèmica posterior de Txebotariov, que, en definitiva, era un lleial ciutadà soviètic, però es va veure obligat a romandre la resta de la seva vida en una universitat de províncies. Tot i així, el 1935 es va crear el Institut de Matemàtiques i Mecànica de Kazan, que ell va dirigir fins a la seva mort el 1947.
A més d'un important llibre de text sobre la Teoria de Galois, Txebotariov es va interessar en els camps de l'àlgebra, de la teoria de nombres, de les àlgebres de Lie i de la teoria de funcions, especialment estudiant la distribució dels zeros.